# Коллекция карт

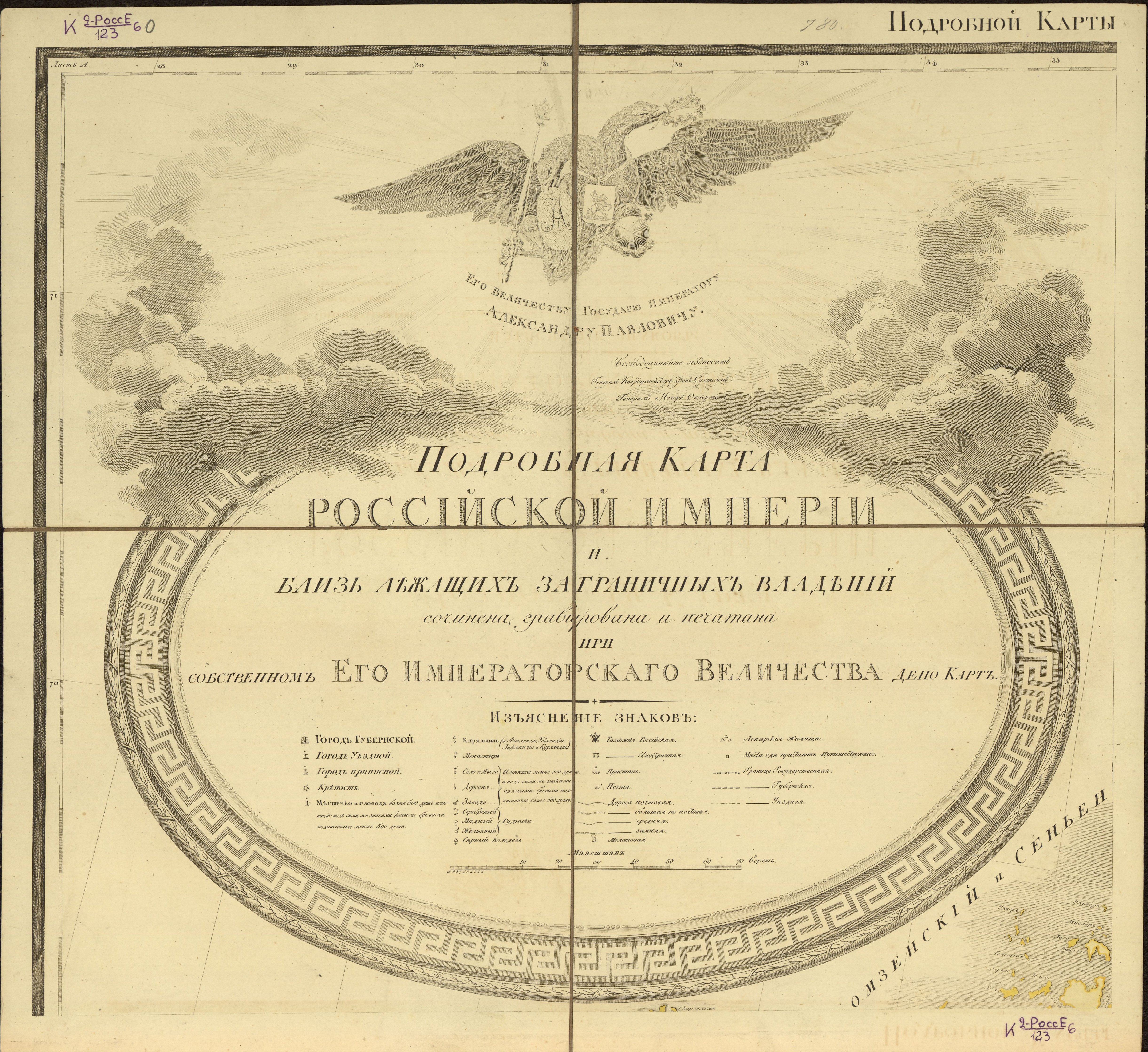
Лист «A» «Подробной карты Российской империи и близлежащих заграничных владений» (неофициально — Столистовая карта) издания 1816 г.

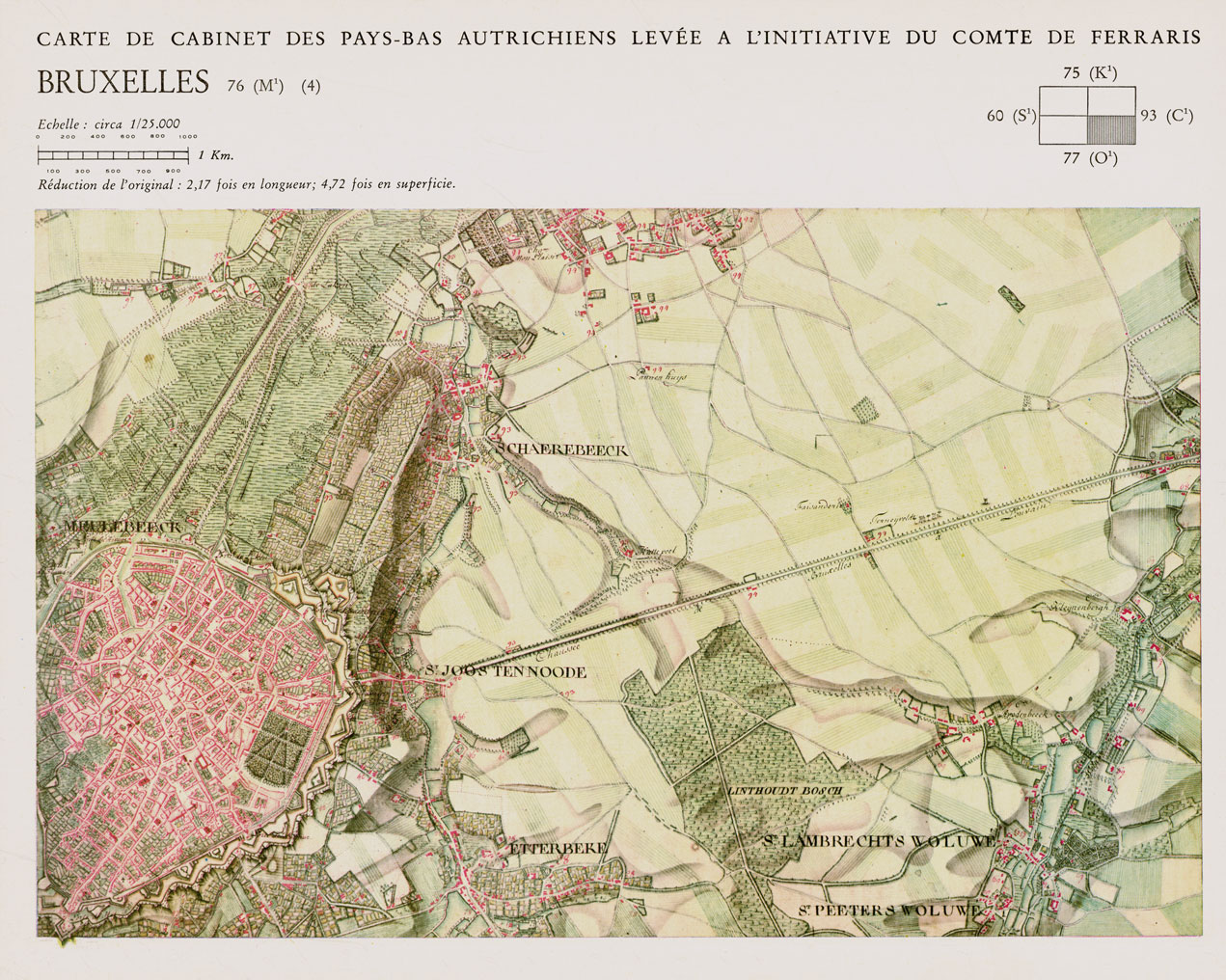
Карта Феррари Брюсселя, Бельгия, между 1771 и 1778 годами, из коллекции карт Королевской библиотеки Бельгии.

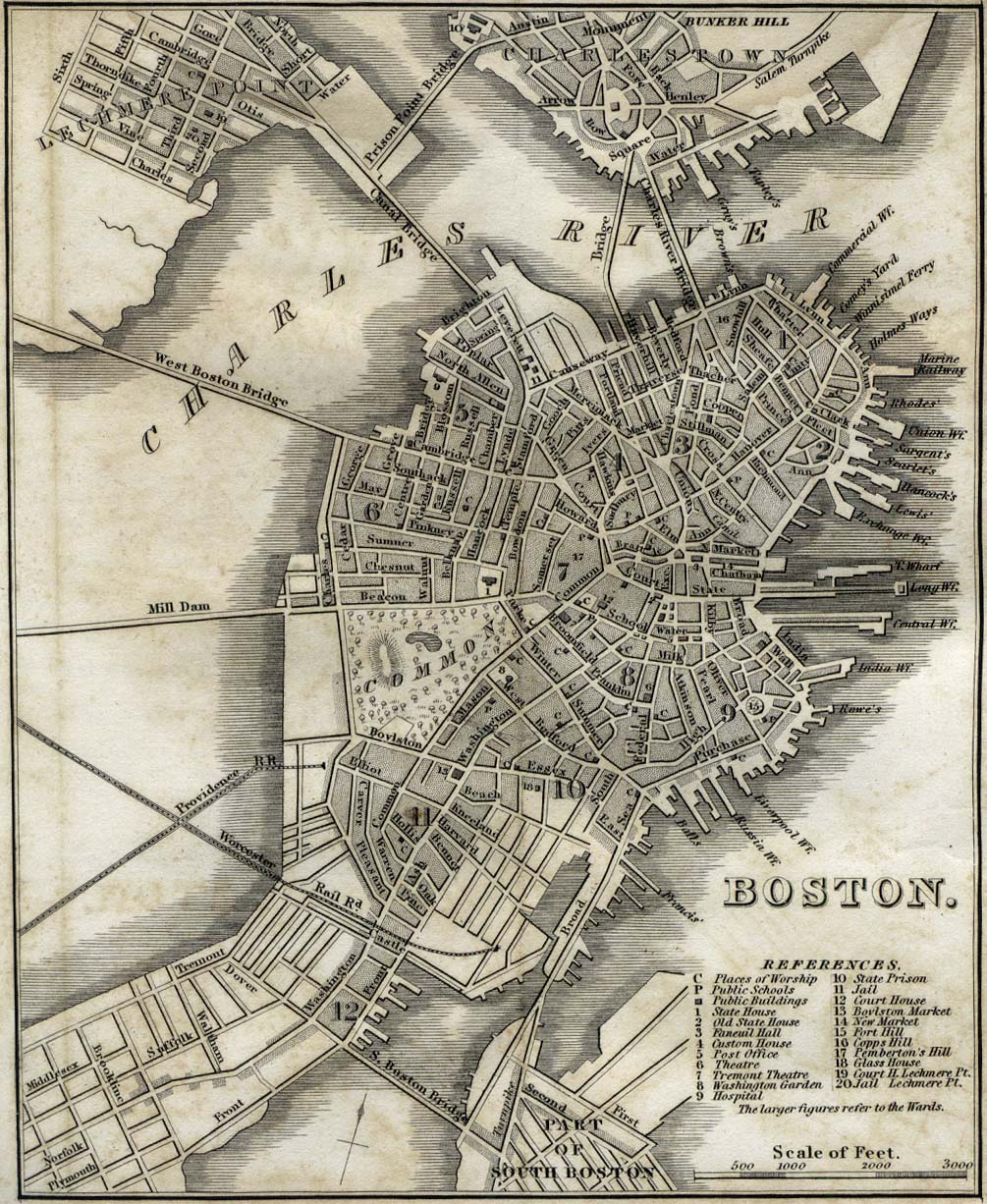
Бостон, Массачусетс, 1842 г., из собрания карт библиотеки Перри-Кастаньеды Техасского университета в Остине.

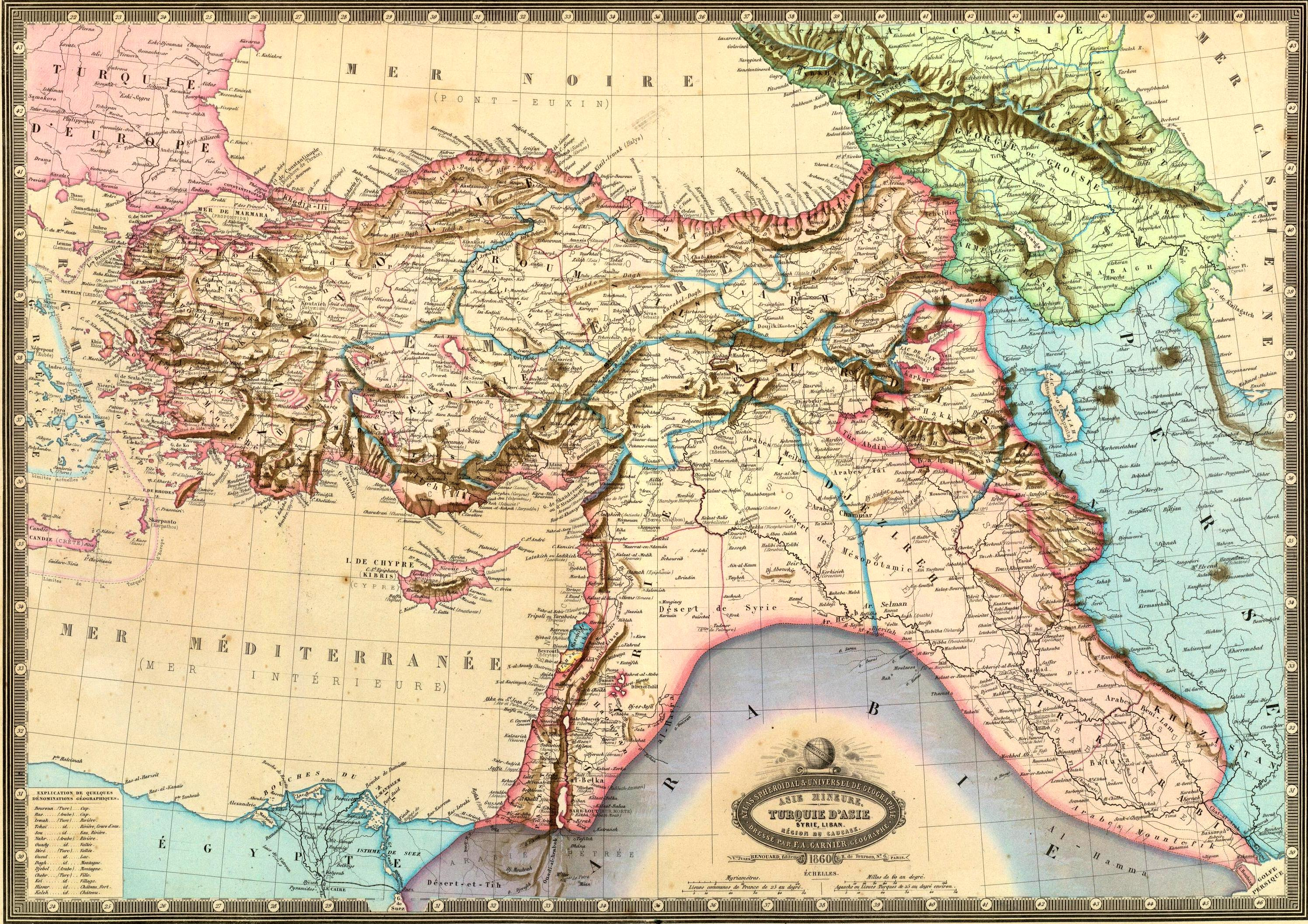
Гарнье, Ф.А., Тюрки, Сири, Либан, Кавказ. 1862 г., из коллекции исторических карт Дэвида Рамси.

Коллекция  географических карт или библиотека географических карт - это хранилище географических карт, обычно в библиотеке, архиве или музее, либо в картографическом издании, либо в общественной корпорации,  также собрание карт и других картографических элементов, находящихся в этом хранилище.
Иногда коллекции географических карт объединяются с графическими листами, рукописями и редкими оттисками в одном отделе. В таких случаях выражение «собрание карт» относится ко всему фонду картографической коллекции.

## История
Даже в средневековых библиотеках карты составляли выделенную часть  фондов. Еще ученые эпохи Возрождения отмечали, что  карты собрались с XV века либо при дворе, либо в военно-морских академиях для подготовки к путешествиям - открытиям.
Со временем новые методы производства картографической продукции, такие как гравировка на меди, снизили производственные затраты и способствовали более широкому распространению карт.
К XVII веку частные коллекции карт часто были основой для общедоступных коллекций карт. Например, уже в 1571 году придворная библиотека в Мюнхене, Бавария (ныне Баварская государственная библиотека ) стала владельцем коллекции Фуггеров .
В 1823 году Британский музей в Лондоне приобрел  Королевскую библиотеку , которая была унаследована и значительно расширена королем Великобритании Георгом III  и подарена музею его наследником Георгом IV .
Королевская библиотека включала коллекцию из приблизительно 50 000 карт, планов и видов, которые сейчас хранятся в Британской библиотеке и известны как Королевская топографическая коллекция.

### Географические общества
В развитии общедоступных коллекций  географических карт важную роль играли географические общества. Они оказали большое влияние на создание и политику сбора рассматриваемых коллекций или даже хранили свои собственные коллекции. Так, например, в 1680 году Винченцо Мария Коронелли основал Accademia Cosmographicae degli Argonauti, просуществовавшую до 1718 года. В Нюрнберге Kosmographische Gesellschaft была основана в 1740 году, а одноименная организация появилась в Вене в 1790 году. Французское географическое общество (Société de Géographie de Paris), основанное в 1821 году, было первым современным географическим обществом.
В  XIX веке, многие коллекции карт  географических обществ были либо недавно созданы, либо объединены с существующими коллекциями картографических материалов, хранящихся в библиотеках под ответственностью специализированных библиотекарей.
Картографическое собрание  Русского географического Общества начало формироваться с момента его основания в 1845 году, насчитывает на сегодняшний день около 40 тысяч уникальных атласов и карт.

## Типы коллекций и развитие
- В академических библиотеках в коллекциях карт обычно есть старые карты и географические атласы . Часто такие библиотеки также приобретают новые копии различных серий официальных топографических карт, отдельных тематических карт, национальных атласов и тематических региональных атласов. В коллекциях карт академической библиотеки обычно есть и картографическая литература.
- Национальные библиотеки собирают все карты, попадающие на их территорию, и представляют их издательствами на этой территории в соответствии с применимыми законами об обязательном экземпляре .
- Общие и региональные библиотеки, в зависимости от их ориентации, собирают туристические карты и карты городов, иногда связанные с путеводителями .
- Издатели карт и агентства, выпускающие карты (например, Survey Office), архивируют свои собственные карты. Эти коллекции в некоторых случаях закрыты для публики.
- Частные коллекции часто создаются тематически или регионально, так что частные коллекционеры карт нередко становятся известными экспертами и авторами библиографий карт в своей конкретной области коллекционирования.
- Коллекцию глобусов можно рассматривать как особый тип коллекции карт.

## Документация
Недавно изданные карты, как и книги, заносятся в национальные библиографии . Таким образом, название, автор (ы), выходные данные и ISBN любой недавно опубликованной карты упоминаются в официальных отчетах. Кроме того, в записи этой карты включаются различные данные, относящиеся к карте, такие как масштаб, картографическая проекция, географические координаты и формат карты.

Большинство владельцев коллекций академических карт теперь индексируют по крайней мере самые важные части коллекции в электронных каталогах, которые можно просмотреть в Интернете.

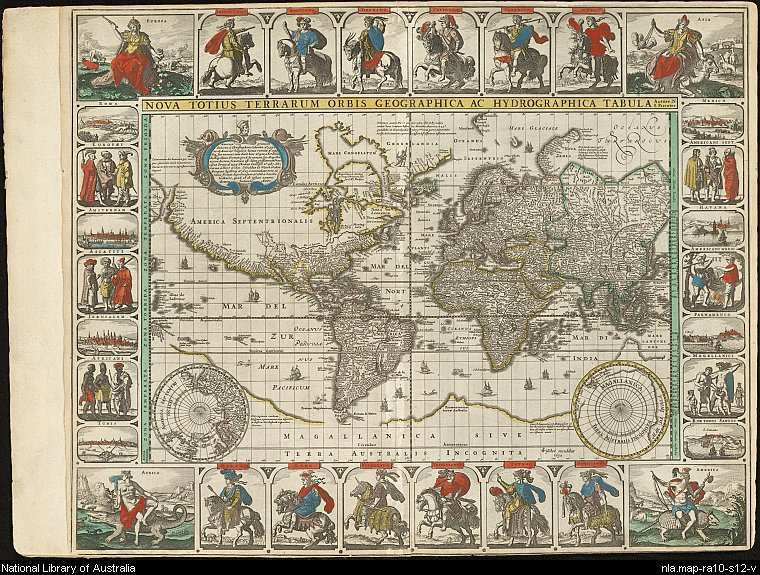
Вишер, Кл. Дж., Карта мира. 1652 г., в Doncker, Hendrick, Sea Atlas (изд. 1659 г.), из коллекции карт Национальной библиотеки Австралии.

Более старые коллекции или частные коллекции часто описываются в каталогах библиофилов . В таких каталогах показаны как минимум репрезентативные части коллекции. Каталоги библиофилов содержат доказательства наличия коллекции, которая может быть использована в случае кражи. Кроме того, использование раритетов коллекции может быть таким образом заметно ограничено, поскольку во многих случаях изображение и научное описание карты достаточны для требуемой цели, и, таким образом, исходная карта остается нетронутой.
Фонды в архивах часто индексируются не по отдельности, а по принципу, при котором лист можно найти в записях только с помощью вспомогательного средства поиска . Сотрудники архива, часто не обученные картографическим вопросам, могут быть осторожны при описании громоздкого и в некотором смысле «чужого» типа документа. По этой причине важные характеристики, такие как проекция и масштаб карты отдельного листа, часто не включаются в указатель коллекции карт. Эти обстоятельства затрудняют пользователям таких индексов поиск конкретной карты в архиве, но все же позволяют настойчивым исследователям делать некоторые «открытия».

## Основные коллекции карт

### Обзор
В авторитетном справочнике « Всемирный каталог коллекций карт» (2000 г.)  перечислены 714 коллекций карт из 121 страны. За некоторыми исключениями, наиболее ценные коллекции карт хранятся в Европе или Северной Америке. Есть также несколько коллекций карт в Южной Америке, Африке и Южной Азии, но эти коллекции сравнительно редки и имеют гораздо меньшую ценность.

### Европа

#### Австрия
Самая большая коллекция карт в Австрии является карта Департамента Национальной библиотеки Австрии в Вене . Она насчитывает около 275 000 карт, 240 000 географических и топографических снимков, 570 глобусов, 80 рельефов и моделей крепостей, а также около 75 000 томов технической литературы и атласов 
Также отдел Австрийской национальной библиотеки является единственным в мире публичным музеем глобусов  во дворце Моллар в Вене.

#### Бельгия
Королевская библиотека Бельгии в Брюсселе имеет коллекцию из более чем 200 000 карт, атласов, картографических книг и глобусов. Большая часть этих предметов относится либо к Бельгии, либо к ее бывшей колонии Демократической Республике Конго .

#### Франция
Департамент карт и планов Национальной библиотеки Франции в Париже входит в тройку лучших мировых собраний картографических материалов. В нем хранятся атласы, карты, серии карт, глобусы, игры по географии, карты городов, планы зданий и карты рельефа .

#### Германия
Самыми большими коллекциями карт в Германии являются коллекции Берлинской государственной библиотеки, Баварской государственной библиотеки в Мюнхене и Геттингенской государственной и университетской библиотеки .
В настоящее время публично недоступно собрание издателя Юстуса Пертеса в Готе, которое принадлежит земле Тюрингия и в настоящее время находится в Эрфуртском Университете .

#### Испания
Национальная библиотека Испании в Мадриде насчитывает более 500 000 карт.

#### Швейцария
В Швейцарии основные коллекции карт хранятся в нескольких библиотеках. Коллекция карт в библиотеке Швейцарской высшей технической школы в Цюрихе самая большая и специализируется на тематических картах . Коллекция карт Центральной библиотеке Цюриха в значительной степени охватывает различные серии официальных топографических карт и национальные атласы.
В Берне находится коллекция Рихинера, бывшая частная коллекция Иоганна Фридриха фон Рихинера, посвященная XVII-XVIII векам.

#### Объединенное Королевство
Основные коллекции карт хранятся в Британской библиотеке в Лондоне, Национальной библиотеке Шотландии (доступна бесплатно в Интернете)  Национальной библиотеке Уэльса и Бодлианской библиотеке Оксфордского университета .

### Северная Америка

#### Канада
Библиотека и архивы Канады в Оттаве насчитывают около 2 000 000  картографических объектов.

#### Соединенные Штаты
Самая большая в мире коллекция карт хранится в Библиотеке Конгресса в Вашингтоне, округ Колумбия. Она включает около 5,2 миллиона карт.
Библиотека карт Ошера, расположенная в кампусе Портленда Университета Южного Мэна, имеет большую коллекцию карт, атласов и глобусов.
В Стэнфорде существует Картографический музей Дэвида Рамзи, , основанный на крупнейшей коллекции исторических карт Дэвида Рамзи, где посетители могут насладиться коллекцией из более чем 150 тысяч исторических карт, а на сайте коллекционера появилось уже 67000 карт в большом разрешении, которыми можно насладиться как удалённо, так и совершенно бесплатно.

### Океания

#### Австралия
Коллекция карт Национальной библиотеки Австралии в Канберре включает более 600 000 карт и 2 500 атласов.

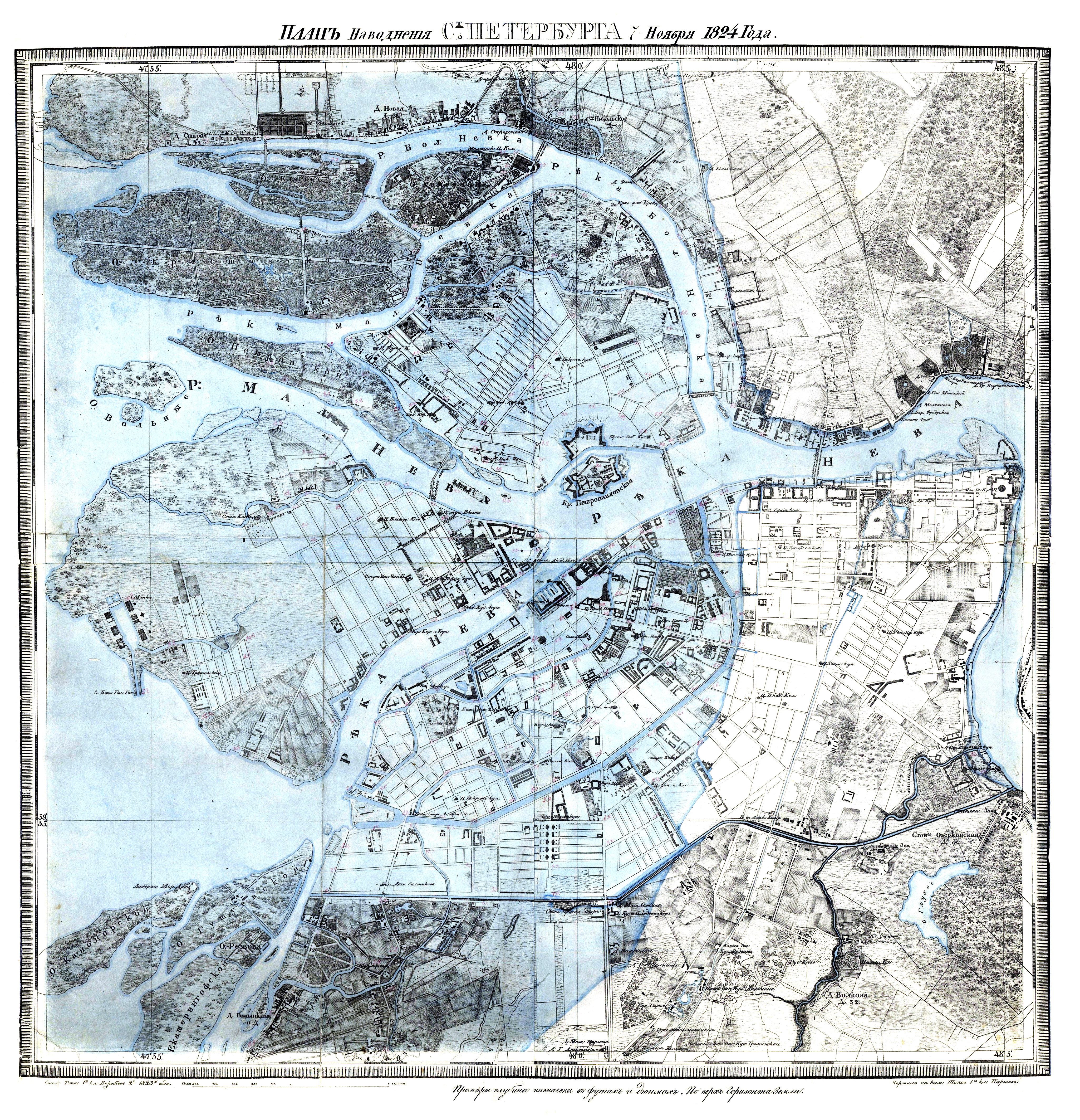
План наводнения С.-Петербурга 7 ноября 1824 года

## Коллекции карт в России
Печатные карты России хранятся в  фондах Отдела картографии Российской национальной библиотеки. Это уникальное собрание, описывающее российские земли и события русской истории, будет представлено в рамках электронного проекта «Россия на картах». .
Часть 1. Карты и атласы XVIII века.
1. Петровская картография.
2. Генеральные карты Российской империи.
3. Картографическая деятельность Академии Наук. 1. Академические экспедиции и их картографическое отражение 2. Географический департамент Академии наук при М.В. Ломоносове.(см. выставку «М.В. Ломоносов и Географический департамент Академии наук.»)
4. Карты и планы войн Российской империи в XVIII веке. 1. Русско-шведские войны (Северная война 1700-1721, 1741-1743, 1788-1790). 2. Русско-турецкие войны (1686-1700, 1735-1739, 1768-1774, 1787-1791)3. Семилетняя война (1756-1763).
5. Географический Департамент Кабинета Е. И. В.
6. Генеральное межевание 1765-1888 гг. Атлас Калужского наместничества.

Часть 2. Картографическая «Россика» – иностранные карты и атласы XVI-XVII вв. на территорию России.
1. Генеральные карты России (Московии, Тартарии и т.д.)
2. Карты Сибири.
3. Карты северной части России.
4. Планы городов.

Большая коллекция принадлежит Русского географическому обществу. Более 70 уникальных карт XVI – XIX веков  были переданы обществу из частной коллекции Алишера Усманова.

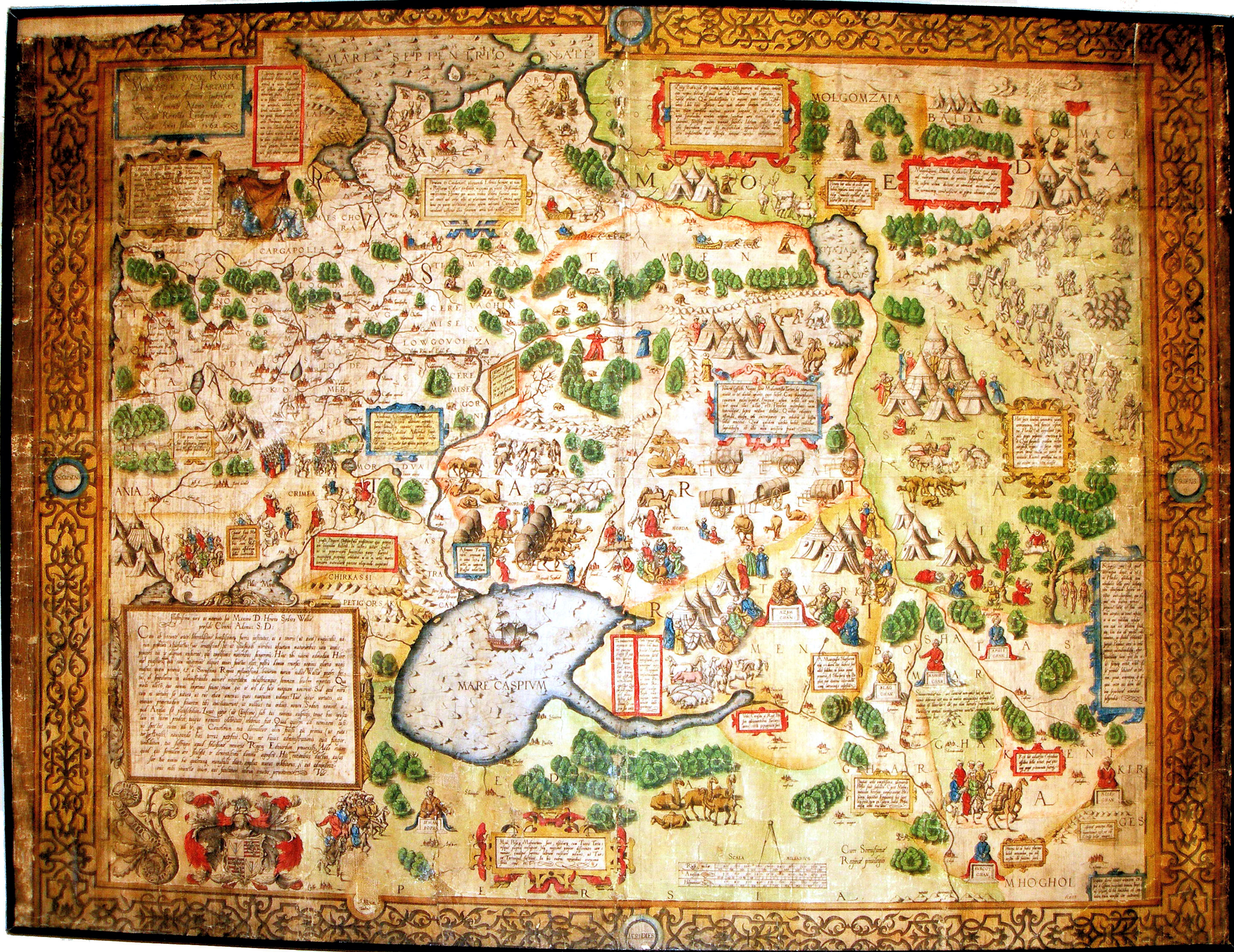
Россия 1562 Московское государство и Тартария (Antonio Jenkinson)

Античные представления о России. Собраны карты Сарматии (Европейская часть России), Тартарии (Собирательное название современных южных и сибирских рубежей России), Борисфена (Днепр) и Тавра (Крым), Понта Эвксинского (Черное море) и Меотиды (Азовское море). Особенный интерес вызывают карты, сделанные на основе «Руководства по географии» Клавдия Птолемея. Это один из первых географических справочников, которым пользовались многие знаменитые картографы – Герард Меркатор, Мартин Вальдземюллер и Себастиан Мюнстер.
Времена царствования Ивана Грозного, Смутного Времени и Первых Романовых. В истории картографирования России этот период проявился особенно ярко. Завоевание Казани, Ливонская война, освоение Сибири и Смутное Время открыли Россию для Запада. Европейские картографы составляли карты на основании старинных русских чертежей, по сведениям купцов и путешественников. В разделе представлена коллекция карт Москвы, в том числе план австрийского дипломата Сигизмунда фон Герберштейна, автора знаменитых записок о Московии и легендарная «Карта Годунова.
Время Российской империи. На картах отражена деятельность Петра Великого и его потомков – Северная война, основание Петербурга, исследование Сибири.
Практически в каждом краевом, республиканском или областном архиве есть картографическая коллекция печатных карт.

## Прогнозы будущего развития коллекций карт
Большое внимание на данный момент созданию цифровых копий документов. К ним относятся карты и атласы на CD-ROM и DVD и в некоторых случаях предоставление геоданных. Такие новые формы публикации представляют собой серьезные проблемы для коллекций карт, поскольку необходимо хранить не только "простой" текст и некоторые встроенные изображения, но и очень большие объемы данных, до нескольких гигабайт, которые в конечном итоге могут потребоваться для работы со специализированными геоинформационными системами .
Также нерешенным вопросом является долгосрочное хранение картографических данных, что особенно важно для архивов.
Оцифровка аналоговых карт также дает возможность напрямую связывать библиотечные каталоги с изображениями (или, по крайней мере, с так называемыми миниатюрами изображений). Кроме того, цифровые индексы листов к отдельным листам серий карт позволяют проводить более целенаправленные качественные исследования.

### Картографические информационно-поисковые системы
Сегодня существуют КИПС - это информационные системы, предназначенные для сбора, хранения, поиска, отбора и выдачи информации о картографических произведениях, материалах, источниках и метаданных по заданному запросу.
Наиболее важные функции поиска архивных карт, которые используются в картографической информационно-поисковой системе:
1) поиск по ключевым словам:
- ввод ключевых слов в отдельные поля для поиска: по наименованию, географическому названию, персоналиям, организациям, проекции карты и др.;
- ввод ключевых слов общего вида в поле стандартного поиска;
- выбор значений из фиксированных списков (вид издания, способ изготовления оригинала карты, место хранения оригинала), в том числе из списков, составленных с использованием контролируемых словарей (географические названия, персоналии, организации, языки, страны издания и др.)
2) поиск по датам (году издания, дате составления, временному периоду, отображенному на карте), в том числе:
- с помощью ввода одного значения даты (года);
- по диапазону дат путем задания начальной и конечной точки диапазона;
3) поиск по числовому значению масштаба:
- путем ввода в соответствующее поисковое поле одного значения знаменателя масштаба;
- путем задания начальной и конечной точки диапазона масштабов;
4) поиск с использованием пространственных координат:
- визуальный поиск «по карте» (картографическому изображению с элементами карты-основы, интерактивным веб-картам, ортомозаике и т.д.), в т.ч. в пределах ограничивающей рамки, с возможностями скроллинга, масштабирования, изменения размеров ограничивающей рамки, отображения текущих координат;
- путем ввода географических координат (долготы и широты) в соответствующие поля.
Профиль метаданных для КИПС разрабатывается  с учетом следующих нормативных и методических документов:
- Правила библиографического описания картографических произведений, приведенные в Российских правилах каталогизации и ГОСТ 7.1-2003;
- Правила составления библиографического описания старопечатных картографических произведений XVI-XVIII вв.;
- Библиографический формат MARC21;
- Стандарт метаданных для информационных ресурсов Dublin Core;
- Стандарт пространственных метаданных CSDGM Федерального комитета по географическим данным США.

### дальнейшее чтение
- - Die digitale Kartenbibliothek: eine Momentaufnahme :  [нем.]. — München : Saur, 2004. — Vol. Supplement 1: Kartensammlung und Kartendokumentation [Map collection and map documentation]. — ISBN 3-598-25000-2.
  - Zeilinger, Elisabeth. Kartensammlung // Lexikon zur Geschichte der Kartographie. Von den Anfängen bis zum Ersten Weltkrieg :  [нем.]. — Wien : Deuticke, 1986. — Vol. C (Die Kartographie und ihre Randgebiete) [Cartography and its peripherals]. — ISBN 3-7005-4562-2.

## внешние ссылки
- Ссылки с комментариями, отсортированные по тематике
- Викиверситет: Kartensammlung [ Коллекция карт ] (in German)

Эта статья основана на переводе немецкоязычной версии по состоянию на октябрь 2010 г.